# Canal de Moscou
El Canal de Moscou —Канал и мени Москвы (rus)— dit també Canal Volga-Moscou fins a l'any 1947, és un canal navegable  d'aigua que connecta el riu Moscova amb la principal via de transport per aigua de la Rússia europea que és el riu Volga. Està situat al mateix Moscou i a la seva província. El canal connecta el riu Moscova des de 191 km del seu estuari fins a Tushino (una zona al nord-oest de Moscou), i al riu Volga a la ciutat de Dubna, just aigües amunt per sobre de la presa d'Ivànkovo. Aquest canal fa 128 km de llargada.
IVa ser construït entre 1932 a 1937 per presoners del gulag durant l'era de Stalin sota la direcció de Matvei Berman.
Gràcies al canal de Moscou la ciutat de Moscou té accés a cinc mars: el Mar Blanc, la mar Bàltica, la mar Càspia, la Mar d'Azov i la mar Negra. Per això Moscou rep de vegades el nom de "port dels cinc mars" (en rus:порт пяти морей). A més de ser una via de transport aquest canal proporciona prop de la meitat de l'aigua potable de Moscou i les ribes del canal són utilitzats com zones recreatives.